# Kleiner Antillen-Leguan
Der Kleine Antillen-Leguan (Iguana delicatissima; gelegentlich auch als Grüner Inselleguan bezeichnet) ist eine große baumbewohnende Echse aus der Gattung Iguana. Die stark vom Aussterben bedrohte Art ist heute nur noch auf Inseln der Kleinen Antillen (Anguilla, St. Martin, Les Iles Fregates, St. Eustatius, St. Barthelemy, Ile Chevreau u. Ile Fourchue, Barbuda, St. Kitts, Nevis, Antigua, Guadeloupe u. Îles des Saintes, La Désirade, Dominica, Martinique u. Gros îlet) in der östlichen Karibik beheimatet. Das Artepitheton delicatissima bedeutet aus dem lateinischen übersetzt „sehr köstlich“ und bezieht sich auf das als sehr zart und schmackhaft geltende Fleisch der Tiere. Die Art wurde erstmals im Jahr 1768 durch den österreichischen Naturforscher Josephus Nicolaus Laurenti beschrieben.

## Beschreibung
Männliche Kleine Antillen-Leguane können, den Schwanz nicht eingerechnet, eine maximale Länge von etwa 43 cm erreichen, während bei Weibchen circa 40 cm gemessen wurden. Die maximale Größe der Tiere unterliegt jedoch von Insel zu Insel starken Schwankungen. Juvenile Exemplare zeigen eine leuchtend limonengrüne bis apfelgrüne Färbung, bei adulten Tieren wechselt diese von den Extremitäten ausgehend mit zunehmendem Alter zu einem bräunlichen grau. Bei männlichen Leguanen beginnt dieser Prozess generell eher, von einigen Populationen ist auch bekannt, dass die Weibchen lebenslang die Färbung der Jungtiere beibehalten. Die Schuppen im Wangenbereich sind generell größer als am Rest des Körpers und zeigen eine hellere, creme-weiße Färbung, die während der Paarungszeit zu rosa wechselt. Entlang des Rückens und am Kopf verläuft eine einzelne Reihe von Stacheln. An der Kehle besitzen beide Geschlechter einen ausgeprägten Hautlappen, der sich farblich nicht wesentlich vom Rest des Körpers abhebt. Auffällig sind die langen und mit Klauen ausgestatteten Zehen, die an eine baumbewohnende Lebensweise angepasst sind.

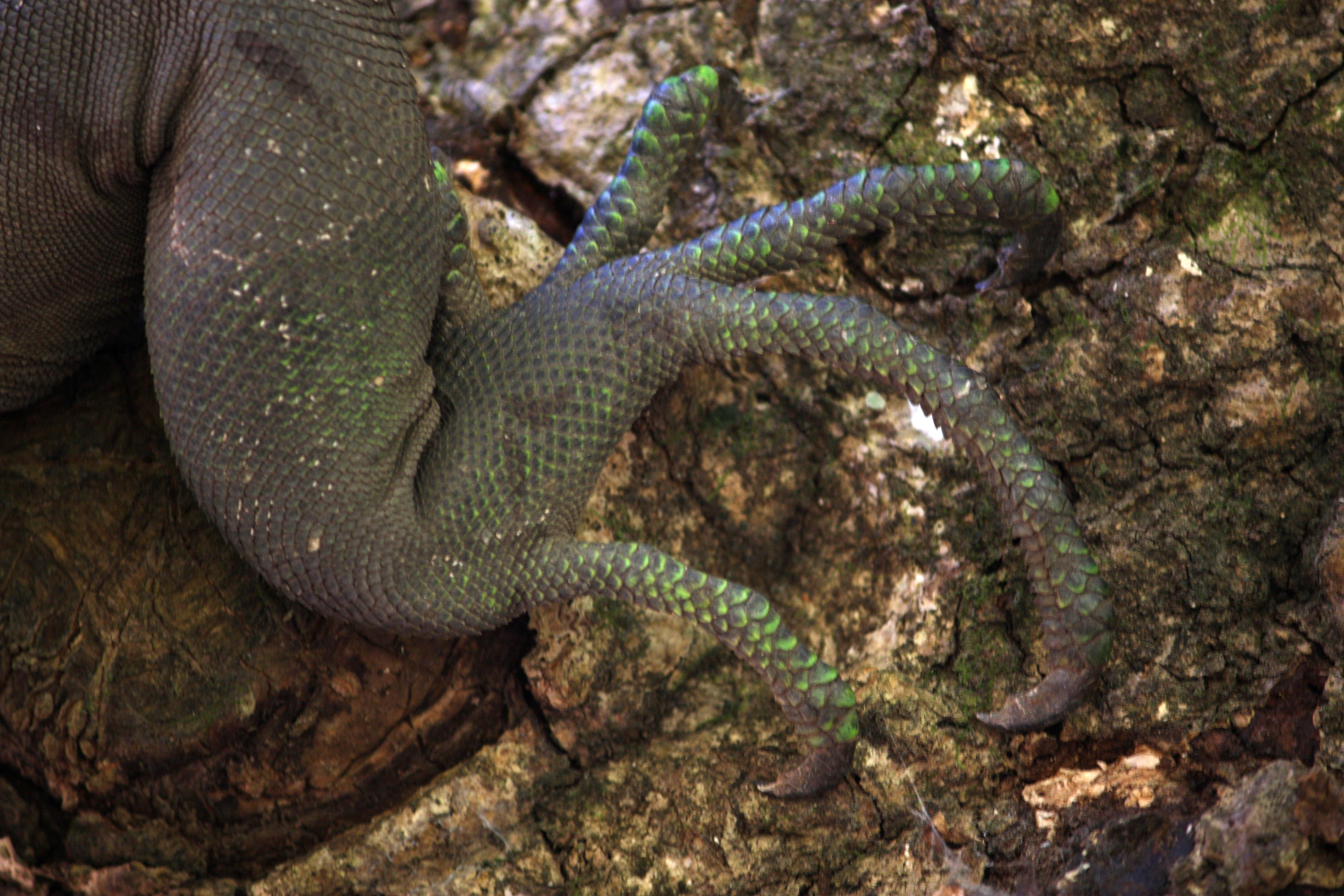
Detailaufnahme eines Hinterbeins mit gut sichtbaren langen Zehen und Krallen

Die Art zeigt einen deutlichen Sexualdimorphismus, die Männchen werden generell größer und schwerer, insbesondere der Kopf ist weniger grazil. Des Weiteren besitzen männliche Tiere einen vorstehenden Buckel an ihrem Hinterkopf sowie breitere Wangen und längere Rückenstacheln. Die Femoralporen sind bei Männchen ebenfalls stärker ausgeprägt als bei Weibchen.

## Verhalten
Die Tiere sind tagaktiv und verstecken sich in der Nacht in Höhlen oder unter Steinen. Während des Tages begeben sie sich auf Futtersuche und sind dabei als geschickte Kletterer meist auf Bäumen anzutreffen. Im Falle einer Bedrohung verteidigen sich Kleine Antillen-Leguane durch kräftige Bisse oder teilen Hiebe mit ihren großen Klauen oder den harten, rauen Schwänzen aus.
Die Echsen ernähren sich grundsätzlich herbivor, Teil der Ernährung sind neben Früchten, Blättern, Samen und Blüten von verschiedenen Pflanzenarten jedoch auch Vogeleier und Aas wenn verfügbar. In der Gefangenschaft nehmen die Tiere unter anderem Mangos, Bananen, Salat, rohes Fleisch und Eier an. Je nach Angebot auf den jeweils bewohnten Inseln kann sich die aufgenommene Nahrung von Population zu Population erheblich unterscheiden.

## Fortpflanzung

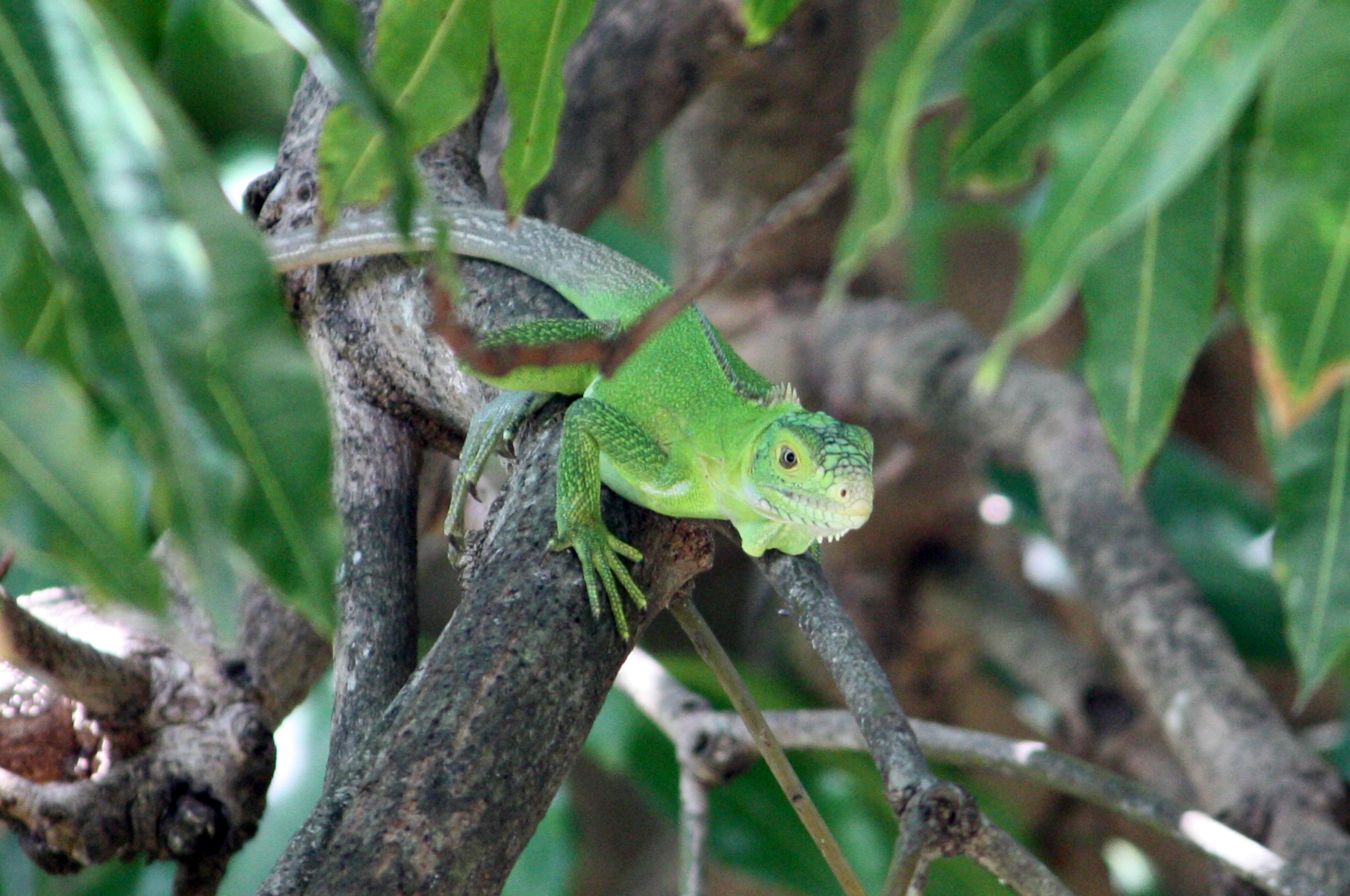
Jungtier auf der Insel Dominica

Die Weibchen des Kleinen Antillen-Leguans graben einmal jährlich in der Zeit von April bis Juni ein Erdloch, in das durchschnittlich zwölf bis 13 Eier gelegt und anschließend wieder mit Erde bedeckt werden. Die Menge der Eier je Gelege variiert jedoch stark, eine in den Jahren 2008 bis 2010 durch Knapp et al. auf Dominica durchgeführte Studie dokumentierte Gelege mit minimal vier bis maximal 26 Eiern. Die Zahl der gefundenen Eier hing dabei stark von der Größe des jeweiligen Weibchens ab, wobei größere Weibchen auch signifikant mehr Eier legten. Zur Anlage des Nests migrieren die Weibchen in vielen Fällen über kurze Distanzen, da scheinbar küstennahe Standorte für das Nest bevorzugt werden. Jedes Jahr kommen dabei einige Tiere bei der Überquerung von Straßen zu Tode. Einen generellen Nachteil haben Weibchen, die ihr Nest relativ früh anlegen, da immer wieder Gelege durch später brütende Weibchen beim Bau des eigenen Nests unbeabsichtigt ausgegraben werden. Das durchschnittliche Gewicht der Eier beträgt etwa 19,6 g bei einer Länge von 45,3 mm und einer Breite von 29,5 mm. Die Brutzeit ist recht lang, die Jungtiere schlüpfen erst in den Monaten August und September. Die Forscher stellten hierbei zwei typische Zeitfenster – zwischen 06:30 Uhr und 10:00 Uhr am Morgen sowie zwischen 13:00 Uhr und 16:00 Uhr am Nachmittag – fest, an denen sich die Jungtiere gehäuft aus der Erde graben.

## Verbreitung und Gefährdung

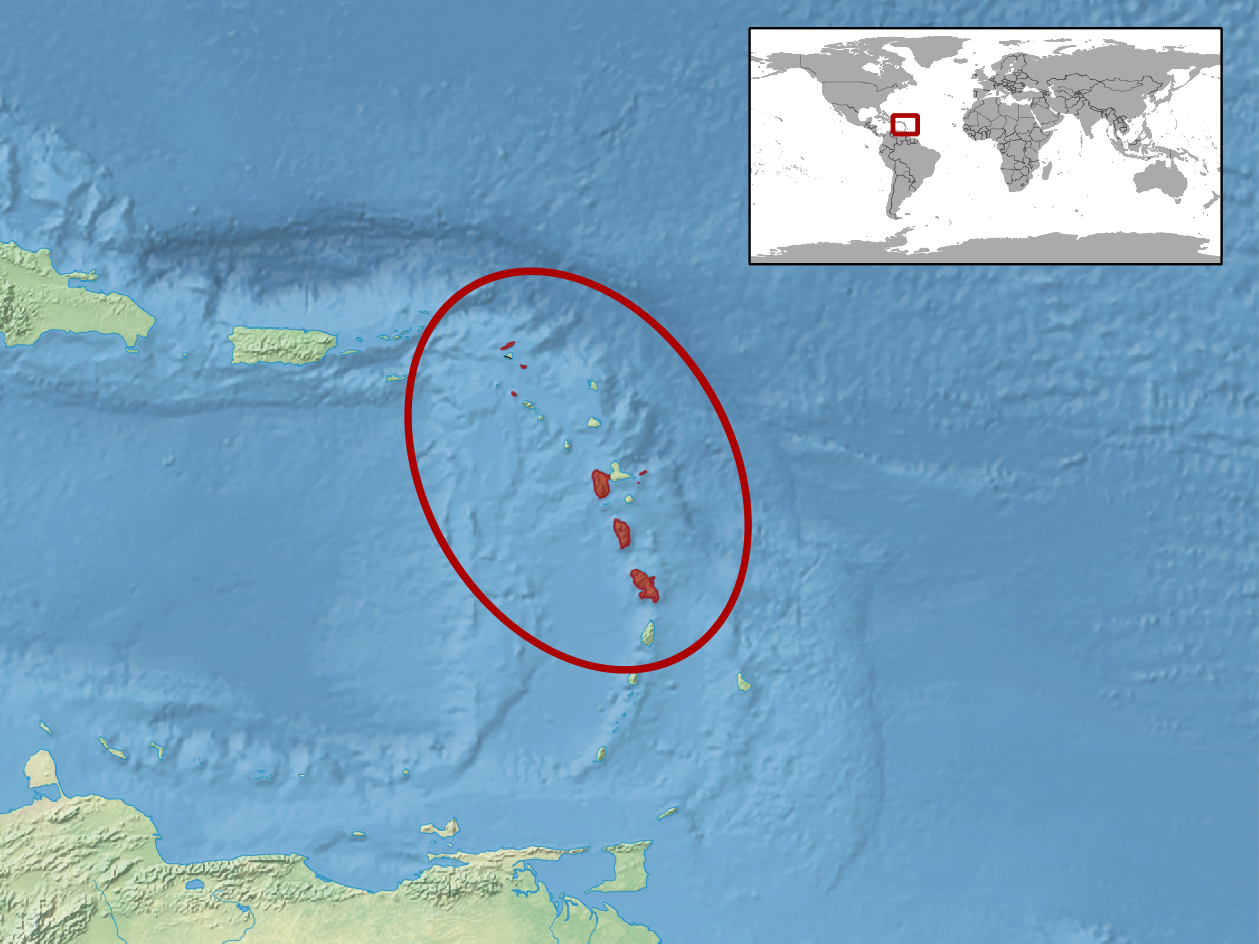
Heutiges Verbreitungsgebiet des Kleinen Antillen-Leguans in der östlichen Karibik

Der Kleine Antillen-Leguan bewohnt trockene Wälder, Graslandgebiete, Mangroven und tropische Regenwälder bis zu einer Höhe von etwa 700 m über dem Meeresspiegel. Das rezente Verbreitungsgebiet erstreckt sich über einige wenige Inseln der Kleinen Antillen, darunter Anguilla, Bonaire, Sint Eustatius, Dominica, Guadeloupe, Martinique und Saint-Barthélemy. Historisch konnte die Art auch in St. Kitts und Nevis, Antigua und Barbuda sowie auf St. Martin nachgewiesen werden, hier ist sie jedoch bereits verschwunden. Die IUCN stuft den Kleinen Antillen-Leguan als vom Aussterben bedroht (Status „critically endangered“) ein und geht derzeit noch von einer Gesamtzahl von etwa 13.000 bis 20.000 adulten Tieren aus.
Juvenile Tiere werden unter anderem durch andere Echsen (bspw. Ameiva fuscata), Antillen-Schlanknattern, Rote Klippenkrabben und Buntfalken bejagt. Des Weiteren fallen jedes Jahr viele Weibchen während der Migration zu ihren Nistplätzen dem Straßenverkehr auf den Inseln zum Opfer. Um die Zahlen der auf diese Art getöteten Tiere zu reduzieren, wurden zumindest auf Dominica Kampagnen zur Sensibilisierung der Bevölkerung durchgeführt und an betroffenen Straßen Hinweistafeln aufgestellt. Infolgedessen sanken die Zahlen der überfahrenen Echsen auf der Insel um knapp 50 %. Weitere Bedrohungen für die Art sind die Fragmentierung und Zerstörung ihres Lebensraums durch zunehmende menschliche Besiedlung und Flächenbedarf für die Landwirtschaft, sowie die Bejagung durch eingeschleppte Hunde und Katzen. Als entscheidender Faktor für das Erlöschen von Populationen in einem großen Teil des historischen Verbreitungsgebiets gilt jedoch die Konkurrenz durch den eng verwandten Grünen Leguan (Iguana iguana), der sich als invasive Art auf den Inseln der Kleinen Antillen ausbreitet. Neben der Verdrängung durch den Grünen Leguan kommt es auch zu einer raschen Hybridisierung der beiden Arten, wo diese gemeinsam präsent sind, was eine zusätzliche Bedrohung für den Fortbestand des Kleinen Antillen-Leguans darstellt.
Die Jagd auf die Tiere ist mittlerweile im gesamten Verbreitungsgebiet verboten und hat nach dem Einbrechen der Populationszahlen stark nachgelassen. Historisch ist die Bejagung der Tiere zum Verzehr gut nachweisbar, auch in den letzten Jahren kommt es in Folge des Wegbrechens anderer Nahrungsquellen, beispielsweise nach Hurrikans, immer wieder vor, dass Exemplare von den Einheimischen gefangen werden.